# Triaspis testacea
Triaspis testacea är en stekelart som först beskrevs av Szepligeti 1914.  Triaspis testacea ingår i släktet Triaspis och familjen bracksteklar. Inga underarter finns listade i Catalogue of Life.